# 埼玉県道216号上野さいたま線

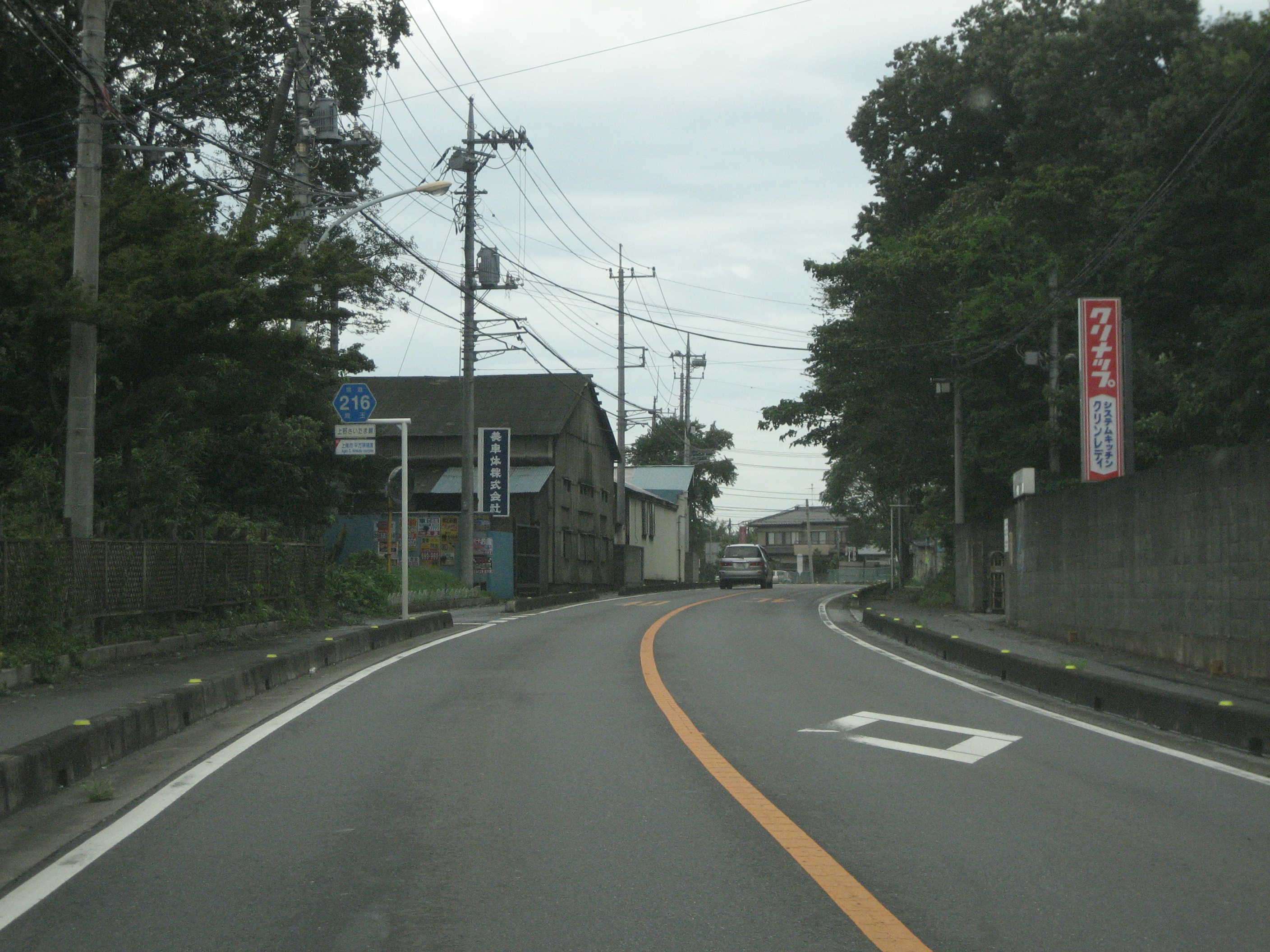
上尾市平方領領家付近

埼玉県道216号上野さいたま線（さいたまけんどう216ごう うえのさいたません）は、埼玉県上尾市からさいたま市大宮区に至る県道。

## 路線データ
- 起点：埼玉県上尾市大字上野（埼玉県道51号川越上尾線交差点）
- 終点：埼玉県さいたま市大宮区（国道17号交差点）
- 総距離：6,480m

## 地理

### 通過する自治体
- 埼玉県
  - 上尾市 - さいたま市（西区 - 北区 - 大宮区）

### 接続・交差する道路
| 交差する道路                        | 交差点名    | 所在地     | 所在地 | 所在地     |
| ----------------------------------- | ----------- | ---------- | ------ | ---------- |
| 埼玉県道57号さいたま鴻巣線 桶川方面 |             |            |        |            |
| 埼玉県道51号川越上尾線              | 上野北      | 上尾市     | 上尾市 | 上野       |
|                                     | 平方領領家  | 上尾市     | 上尾市 | 平方領領家 |
|                                     | 高木        | さいたま市 | 西区   | 高木       |
| 埼玉県道165号大谷本郷さいたま線     | 清河寺      | さいたま市 | 西区   | 清河寺     |
| 国道16号（西大宮バイパス）          |             | さいたま市 | 西区   | 宮前町     |
| 国道17号（新大宮バイパス）          |             | さいたま市 | 西区   | 宮前町     |
| （櫛引通り）                        | 櫛引町2丁目 | さいたま市 | 北区   | 櫛引町     |
| 国道17号                            | 大成町3丁目 | さいたま市 | 大宮区 | 大成町     |

### 交差する鉄道と河川
- JR■川越線
- 鴨川（新開橋）
- 鴻沼川（陣屋橋）

### 沿線の施設
| 施設                             | 所在地     | 所在地 |
| -------------------------------- | ---------- | ------ |
| 上尾警察署 平方交番              | 上尾市     | 上尾市 |
| 平方ゴルフガーデン               | 上尾市     | 上尾市 |
| 国土交通省関東運輸局埼玉運輸支局 | さいたま市 | 西区   |
| カインズ大宮店                   | さいたま市 | 西区   |
| さいたま清河寺温泉               | さいたま市 | 西区   |
| アルタビスタガーデン             | さいたま市 | 西区   |
| さいたま市立宮前小学校           | さいたま市 | 西区   |
| アニヴェルセル大宮               | さいたま市 | 西区   |
| 陸上自衛隊大宮駐屯地             | さいたま市 | 北区   |
| 埼玉県立大宮中央高等学校         | さいたま市 | 北区   |
| 大宮西部図書館                   | さいたま市 | 北区   |
| 埼玉県計量検定所                 | さいたま市 | 北区   |

## ギャラリー

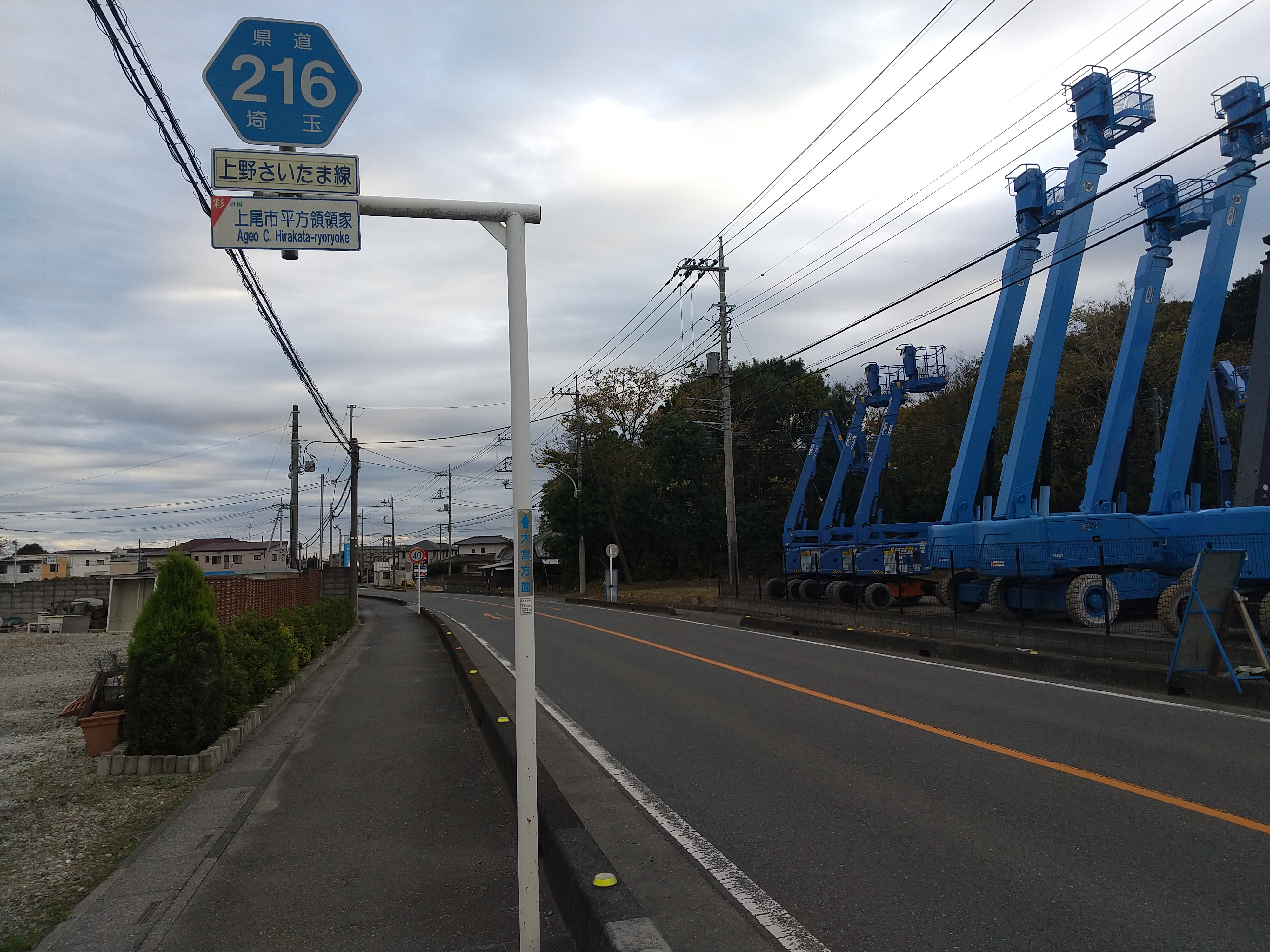
上尾市平方領領家付近（さいたま方面）
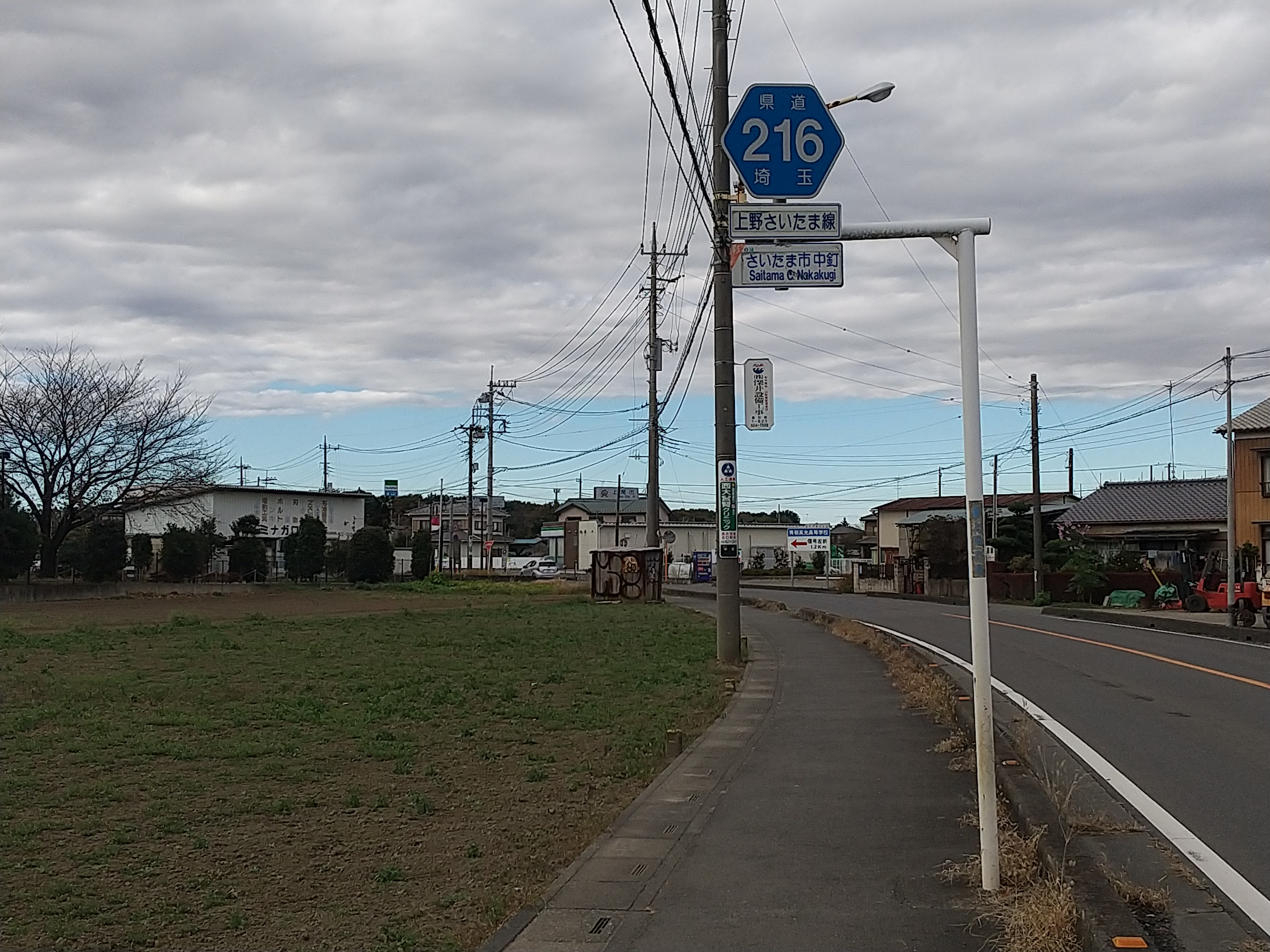
さいたま市西区中釘方面
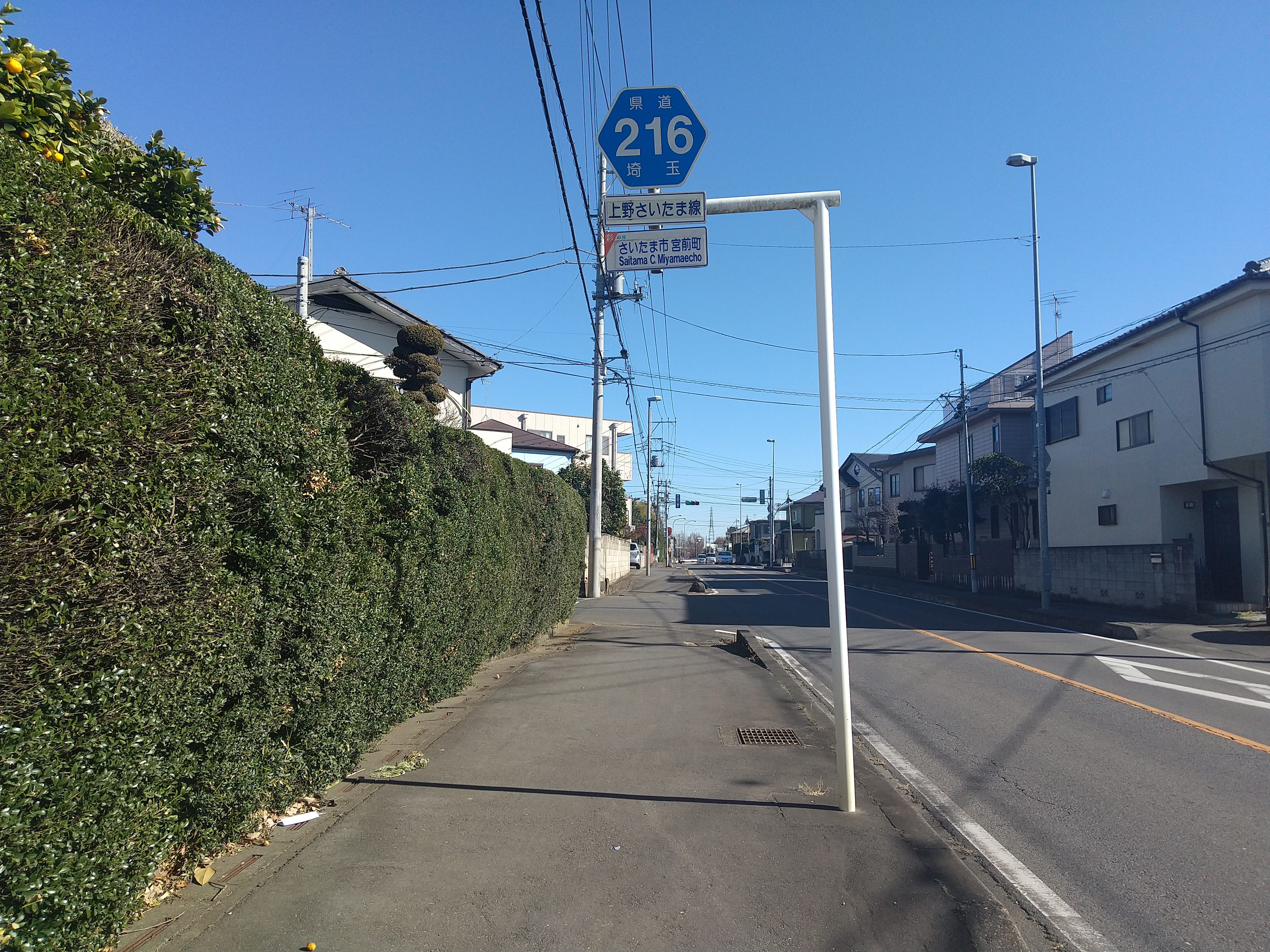
さいたま市西区宮前町
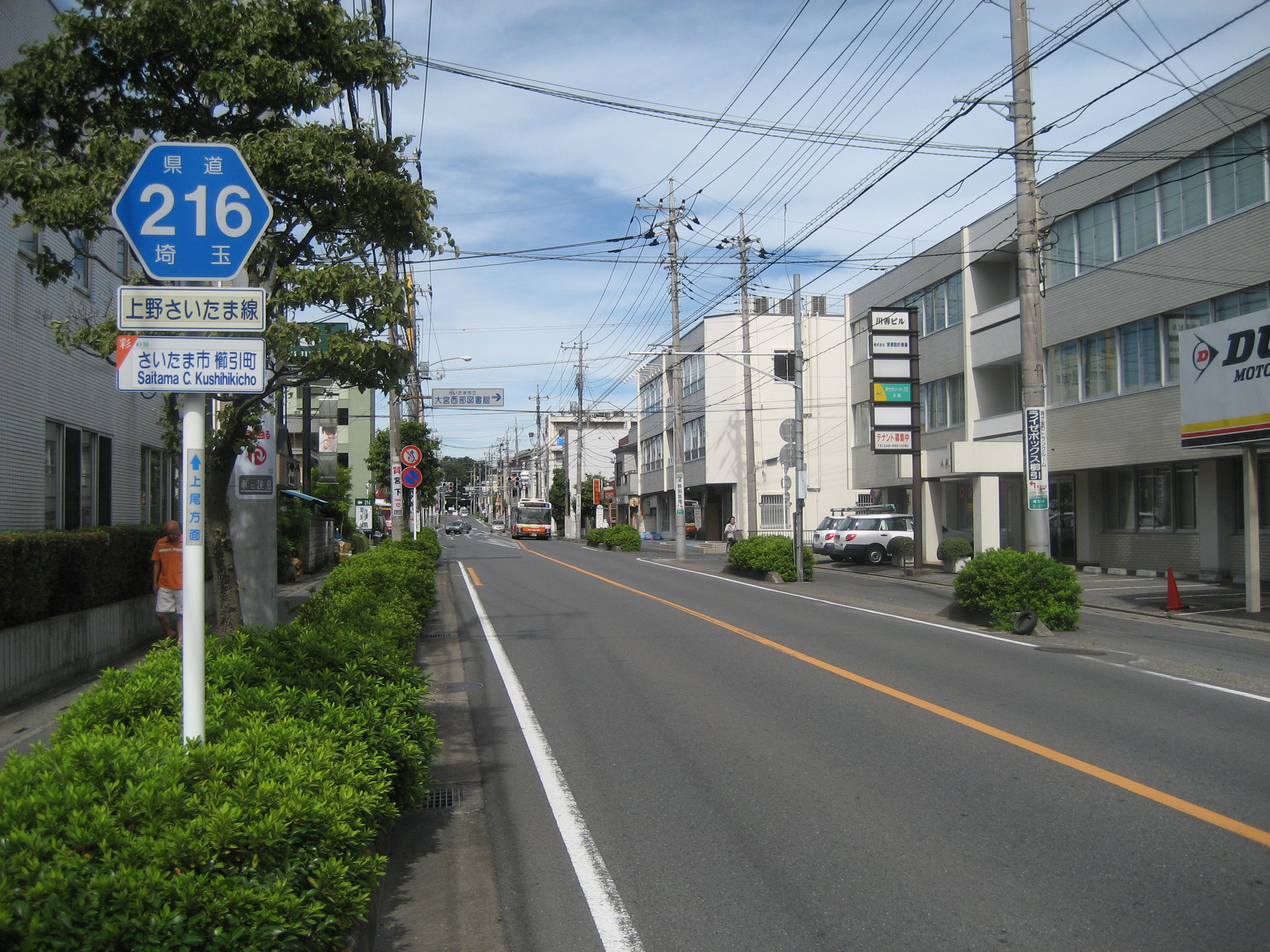
さいたま市北区櫛引町